# Sawang II
Sawang II is een bestuurslaag in het regentschap Aceh Selatan van de provincie Atjeh, Indonesië. Sawang II telt 552 inwoners (volkstelling 2010).